# Салливан, Кевин (режиссёр)
Кевин Родерик Салливан (англ. Kevin Roderick Sullivan, р. 1955) — канадский писатель, режиссёр и продюсер фильмов и телевизионных программ.
Кевин Салливан широко известен благодаря фильмам по произведениям Л. М. Монтгомери «Энн из Зелёных Мезонинов», «Дорога в Эйвонли», «Джейн из Ясных Холмов», а также телесериал «Ветер в спину», показанные более чем в 150 странах.

## Молодость
Свою кино-карьеру Салливан начал в 24 года. Он не пошёл по стопам отца-адвоката Глена А. Салливана и дяди-сенатора Джозефа А. Салливана. Первым выпущенным фильмом Салливана стала короткометражка по рождественской сказке Ханса Кристиана Андерсена «Ёлка» (1979), где он исполнил также небольшую роль. Затем Салливан написал сценарий, спродюсировал и снял документальную драму «Kreighoff» (1979) о жизни выдающегося немецкого художника и иллюстратора XIX века в Квебеке.
В 1979 году Салливан окончил Университет Торонто со степенью бакалавра биологии. В том же году он основал с женой Труди Грант производственную кинокомпанию «Sullivan Entertainment», которая успешно работает уже более 30 лет.

## Карьера
После успеха его первого полнометражного фильма «Дикий пони» (1982) он в 1984 году приобрёл права на экранизацию известного канадского романа «Энн из Зелёных крыш». Фильм с Миган Фоллоуз, Джонатаном Кромби, Ричардом Фарнсуортом, Коллин Дьюхёрст в главных ролях стал самым рейтинговым в истории канадского телевидения. В Японии фильм не сходил с экранов кинотеатров пять лет кряду, а в киношколах США его изучали, как образец телевизионной драмы для широкого круга зрителей. Успех «Энн из Зелёных крыш» обусловлен прекрасными сценами, кропотливо воссозданными деталями быта и костюмами. Исполнение в таком жанре стало отличительной чертой фильмов Салливана.
В 2008 году Салливан выпустил фильм «Энн из Зелёных крыш: Новое начало» с другой актрисой в главной роли и свой одноимённый роман. Популярными оказались также его анимационный сериал «Путешествие в Зелёные мезонины» и «Дорога в Эйвонли».
Снятый в 1990-х годах на острове принца Эдуарда сериал «Дорога в Эйвонли» оказался самым популярным и прибыльным в истории канадского телевидения. Фанаты всего мира устроили съезд (Avcon) в Торонто, чтобы пообщаться, встретиться со звёздами шоу, побывать на местах съёмок.
Затем появился 67-серийный фильм «Ветер в спину» об эпохе великой депрессии, для которого Салливан отстроил целый город 1930-х годов. За годы работы компания Салливана собрала тысячи воссозданных исторических костюмов, декораций и реквизита 1860—1960-х годов.
Вдохновлённый барочной архитектурой родного города Моцарта — Зальцбургом, в 2006 году Салливан решил создать по классической опере композитора «Волшебная флейта» полномасштабный художественный фильм «Дневники Волшебной флейты», съёмки которого проходили в студиях с зелёным экраном и натурных дворцах, монастырях и садах Австрии и Германии. Салливан параллельно подготовил документальный фильм о гениальности Моцарта, его связях с масонами и историческом взгляде на композитора.

## Награды и признание
Среди его многочисленных международных наград за 13-летнюю карьеру имеются три Эмми, Премия Пибоди за выдающийся вклад в развитие телевидения, Джемини, CableACE Award и другие.

## Избранная фильмография
- Из тени[англ.], Out of the Shadows - 2010
- Энн из Зелёных крыш: Новое начало, Anne of Green Gables: A New Beginning - 2008
- Дневники Волшебной флейты[англ.], Magic Flute Diaries — 2008
- мультфильм Путешествие в Зелёные мезонины[англ.], Anne, Journey to Green Gables - 2005
- Ясные Холмы[англ.], Lantern Hill — 1990
- Looking for Miracles — 1989
- Энн из Зелёных крыш: Продолжение, Anne of Green Gables: The Sequel - 1987
- Энн из Зелёных крыш, Anne of Green Gables - 1985
- Дикий пони[англ.], The Wild Pony — 1982
- Krieghoff - 1981
- Ёлка — 1980
- сериал Ветер в спину, Wind at My Back — 1996—2000